# Leben des Quintus Fixlein

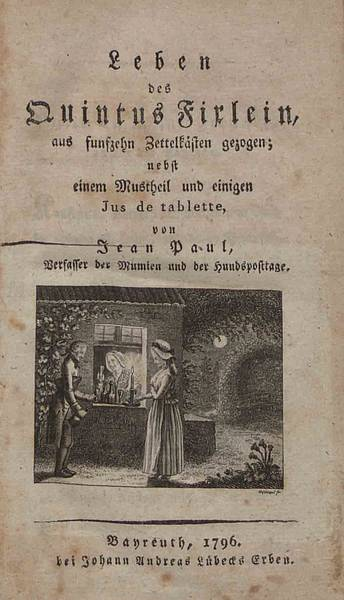
Jean Paul, Das Leben des Quintus Fixlein (Titel 1796)

Leben des Quintus Fixlein aus funfzehn Zettelkästen gezogen; nebst einem Mußteil und einigen Jus de tablette sind Titel und Untertitel einer 1794/95 entstandenen und Ende 1795 publizierten humoristischen Idylle von Jean Paul. Erzählt wird der groteske Karriereweg des Lehrers Fixlein zum glücklichen Pfarrer und Familienvater im Dorf Hukelum.

## Überblick
Jean Pauls Buch setzt sich ungefähr zur Hälfte aus dem Roman „Des Quintus Fixlein Leben bis auf unsere Zeiten“ und zur anderen aus verschiedenen voran- und nachgestellte Schriften zusammen, die sich von der sentimental-empfindsamen Dichtung über die philosophische Abhandlung bis hin zur humoristisch-satirischen Erzählung erstrecken und mit den im Roman behandelten Themen in unterschiedlicher Weise vernetzt sind.

## Des Quintus Fixlein Leben bis auf unsere Zeiten
In der Vorrede (Billett an meine Freunde) nennt der Erzähler „[d]rei Wege, glücklicher zu werden“: den enthusiastisch-erhabenen der Vogelperspektive, den komisch-idyllischen der Froschperspektive und den humoristischen des Wechsels zwischen den beiden anderen. Der Fixlein-Roman ist, wie das Schlusswort des Erzählers im letzten Kapitel bestätigt, ein Beispiel für den zweiten Weg: Er zeigt, „dass man kleine sinnliche Freuden höher achten müsse als große“.
Vom 11. Kapitel an greift der Erzähler, der in der Welt herumreisende flachsenfingische Fürstensohn Jean Paul, in die Handlung ein. In seiner ambivalenten Bewertung der Fixlein-Idylle und in eingeschobenen philosophisch-weltanschaulichen und gesellschaftskritischen Betrachtungen kritisiert er u. a. die Besetzung der Ämter durch Beziehungen oder Bestechungen (6. Zettelkasten) und macht ironische Vorschläge über die Reform des staatlichen Ämterhandels mit verschiedenen „Verbaltugenden“ im Titel z. B. der Unparteilichkeit, der Schnelligkeit, der Untertanenliebe, der Rechtschaffenheit. Dabei verweist er auf Sternes „Tristram Shandy“: die Schale der Kleidung würde auf den Menschen zurückwirken (4. Zk.). Auch übt er Kritik am hierarchischen autoritären Schulsystem, den gering besoldeten und wenig qualifizierten Lehrern (6. Zk.): In den „Schulmonarchien“ würde der Rat der Stadt am liebsten kräftige Lehrer anstellen, die die Schüler zu verprügeln vermögen.

### Inhalt
Fixleins Geburtstagstrauma

Zebedäus Egidius Fixlein hat nach Beendigung seines Studiums in Leipzig 1791 eine Quintus-Stelle am Gymnasium in Flachsenfingen erhalten. Acht Tage nachdem er den Unterricht einer Quintanerklasse übernommen hat, beginnen die Hundsferien und er reist zusammen mit einem Quintaner als Diener und seinem Pudel Schill (Gilles) an seinen Geburtsort Hukelum. Dort lebt seine Mutter Clara als „Kunstgärtnerin“. Nach dem Tod ihres mit 32 Jahren verstorbenen Mannes durfte sie „aus Gnaden“ im Gärtnerhäuschen am Rand des Schlossparks des Dragonerrittmeisters Egidius von Aufhammer wohnen bleiben. Die Hukelumer und sogar der Flachsenfinger Rat vermuten, auch Fixlein werde wie sein Vater im Alter von 32 Jahren am Sonntag Kantate sterben. Fixlein und seine Mutter sind ebenfalls abergläubisch. Das Kirchbuch wurde durch einen Brand vernichtet und so lässt sie ihren Sohn in der Hoffnung, er habe vielleicht die Schwelle zum 33. Jahr schon überschritten.
Der Hobby-Literat

Mit dieser offenen Frage genießt Egidius seine Zeit, taucht in die Welt seiner Kindheit ein (2. und 3. Zk.), lässt sich von seiner Mutter alles über seine Vergangenheit erzählen und verwahrt die Lebensbeschreibung in zeitlich geordneten Zettelkästen. Aber er sammelt nicht nur für seine Chronik, sondern arbeitet an verschiedenen schriftstellerischen Projekten, zum Beispiel an einer Sammlung von Errata in deutschen Schriften und an einer Statistik über die Häufigkeit der Buchstaben des Alphabets in Luthers Bibel sowie ähnlichen statistischen Auflistungen. Am liebsten denkt er sich Entwürfe zu Büchern aus.
Freundschaften

In seinen Ferien besucht er seine alten Freunde, den Pfarrer Astmann und seine Patin, die Rittmeisterin auf Schadeck. Abends liest er mit seiner Vertrauten, dem 25-jährigen Fräulein von Thienette, Blattläuse von den Rosen und Regenwürmer von den Beeten. Sie hat eine weiche Seele, ist bescheiden, höflich, furchtsam und „liebt[-] ihn ein wenig.“ Beide wurden als Kinder gemeinsam vom Senior Astmann, dem „geistlichen Ortskurfürsten“ unterrichtet. Später ging Egidius als Student nach Leipzig, und das verwaiste „hausarme[-], insolvente[-]“ Mädchen wurde die Gesellschafterin der Rittmeisterin und zugleich die Verwalterin der Haushaltung: Als „Hauptmännin“ bewacht sie die 13 öden Zimmer des Schlosses und „kommandieret“ die Arbeiter und Mägde. Auch die 18-jährige Metzgertochter Eva Steinberger, die Tochter von Egidius ehemaligem Vormund, hofft auf eine Verlobung mit dem Studenten, doch ihr Vater ist wegen der Unverträglichkeit der Charaktere gegen eine Ehe mit einem Akademiker, und Fixlein gibt ihm Recht (4. Zk.) Zudem möchte er eine Braut nicht mit der drohenden Prädestination und der Angst vor seinem Tod belasten. Deshalb meidet er eine Bindung.
Erbschaft

Die kranke Rittmeisterin möchte vor ihrem Tod ihrem Patenkind Egidius zu einer Beförderung verhelfen (2. Zk.) Er besucht sie im Schloss und hält ihr eine Mahnpredigt zur Probe seiner Eignung als Pfarrer in Hukelum. Sie kann zwar seinen Wunsch nicht erfüllen, doch sie erreicht durch ihre Beziehungen zum Bürgermeister und Rat der Stadt Flachsenfingen, dass er das Konrektoriat am Gymnasium erhält und damit vom fünften zum zweiten Lehrer aufsteigt und die Sekundaner unterrichten darf.
Eine Wende im Leben Fixleins wird im April 1792 durch den Tod des Pfarrers Astmann eingeleitet. Bald darauf stirbt nach zwei Schlaganfällen auch die Rittmeisterin. (5 Zk.) Thiennette konnte sie noch vorher dazu bewegen, ihr Patenkind in ihrem Testament zu berücksichtigen: Er erhält ihr Prachtbett mit einem Spiegelhimmel und rückwirkend für 32 Jahre die nicht ausgezahlten Patenpfennige, die zu einer stattlichen Golddukatensammlung angewachsen sind. Am 5. Mai, dem Tag vor dem kritischen Kantate-Sonntag, stellt sich bei der Testamentseröffnung heraus, dass die gelähmte Erblasserin Thiennete für ihre Treue nicht mehr belohnen konnte und diese leer ausgegangen ist.
Fixleins Stimmung ist gemischt: Er ist zugleich traurig über den Tod seiner Wohltäterin und glücklich über die Erbschaft, mit der er seine Schulden beim Vormund Steinberger zurückzahlen kann. Aber er steht an diesem Tag unter dem Druck der Prophezeiung seines Todes. Mit drei Flaschen Wein will er sich, seiner Mutter und Thienette die Situation erleichtern. Er findet das Fräulein im Park nach ihrem Versuch, sich ihre Trauer über den Tod ihrer Herrin durch eine Aderöffnung mit der Stricknadel zu erleichtern, verbindet ihren Arm und stärkt sie und sich mit dem gekauften Wein. In ihrem Leid und seinem Mitleid über ihre Einsamkeit und Armut entdeckt er ihre Schönheit und sie verloben sich, beide leicht alkoholisiert, in der Mondnacht, die zugleich um 12 Uhr die vermeintliche Entscheidung über die Prophezeiung bringt.
Pfarrer in Hukelum

Um Fräulein von Thiennette heiraten zu können, reichen Fixleins Einkünfte als Quintus nicht aus. Deshalb bewirbt er sich um die Pfarrstelle in Hukelum. In seiner Bittschrift an den Rittmeister von Aufhammer nennt er verschiedene Gründe, u. a. die Einsparung von Thiennettes Versorgung aus der Armenkasse des Rittmeisters (6 Zk.). Zur Probe muss Fixlein drei Aufgaben erfüllen (7. Zk.): eine Predigt am Sonntag, am Dienstag die Organisation der sechs Probereden zur Martini-Feier (11. November 1792) über Martin Gottlob Luther, den letzten direkten Namensträger-Nachfahren Martin Luthers, und am Mittwoch den „Aktus“ im Rahmen einer Schulfeier. Doch vor Abschluss dieser Reihe hat von Aufhammer sich für den Subrektor Hans von Füchslein als Nachfolger Astmanns entschieden. Dieser war bereits, bevor Fixlein das Amt des Konrektors erhielt, für diese Stelle vorgesehen, lehnte jedoch die Beförderung ab, weil er Hukelumer Pfarrer werden wollte (4. ZK). In der Bestallungsurkunde ersetzt der Gerichtshalter aus seinem Eindeutschungs-Drang heraus das Wort „Subrektor“ durch „Schul-Unterbefehlshaber“, was auch auf Fixleins Amt bezogen werden kann. Am Mittwochmorgen vor dem „Aktus“, erhält Egidius das versehentlich „An den Pfarrer Fixlein“ adressierte Ernennungsschreiben. Er bedankt sich sogleich überschwänglich bei seinem Gönner und teilt als Schlussredner des Aktus der Versammlung seine Ernennung mit. Der über den vermeintlichen Verrat verärgerte Füchslein schickt an den Rittmeister ein Pamphlet, der daraufhin die irrtümliche Stellenbesetzung der Hukelumer Pfarrgemeinde und der Schadecker Filiale ratifizieren muss (8. Zk.). Fixlein bezieht das Pfarrhaus und richtet es mit Hilfe der Mutter und Thiennettes ein. Sein Lebensziel, „nach der Quaterne aus dem Lotto des Zufalls die Quinterne“ (den Haupttreffer) der „Ein- oder Anzugspredigt“, ist mit seiner Antrittspredigt am 15. April 1793 erreicht. Die Heirat wird zur Sicherheit erst nach dem Kantate-Sonntag terminiert.
Das Goldene Zeitalter

Jetzt beginnt das „Goldene Zeitalter“ zwischen Verlobung und Hochzeit. Der Galeerenarbeit des Gymnasiums ist Fixlein entkommen. Nach seinem Sonntagsdienst in der Kirche hat er „sechs literarische Schöpfungstage“: „O wenn der Ritter Michaelis behauptet hat, das Paradies wäre klein gewesen, damit sich die Menschen nicht auseinander verliefen, so ist ja ein Dorf und seine Freunde klein und eng, damit doch ein etwaiger Nachriss von Eden noch auf unserer Kugel stehe. […] So rollen seine Minuten auf lauter Glücksrädern über die zwölf Tage [zwischen dem Kantate-Sonntag und Himmelfahrt], die der blinkende, mit kleinen Glückssternen […] ausgelegte Himmelsweg zum dritten Himmel des dreizehnten [des Hochzeitstags] sind“ (8. Zk.).
Am 9. Mai 1793 feiern Fixlein und Thiennette mit ihren Gästen ein kulinarisch aufwändiges Hochzeitsfest (9. Kap.), am 21. Dezember, dem Thomastag, Thiennettes Geburtstag (10. Kap.) und im Mai 1794 die Geburt eines Sohnes. Ein wichtiges Projekt der Kirchengemeinde ist die Ersetzung der alten undichten Kirchturmspitze durch eine neue. Dafür sucht der Pfarrer Mäzene. Die Namen der Spender sollen zur Erinnerung in einer Bleischachtel im neuen Turmknopf aufbewahrt werden.
Der Erzähler Jean Paul

Mit dem 11. Kapitel tritt der Erzähler, der aus „Hesperus oder 45 Hundposttage“ bekannte Berg-Hauptmann und Fürstensohn Jean Paul, in die Handlung ein. Er war auf Reisen und begleitet am Sonnabend, dem 3. Mai, den flachsenfingischen Superintendenten, den Senior capituli und einige weltliche Räte zur amtlichen Einführung des Pfarrers am darauffolgenden Tag. Nachdem er den Pfarrer kennengelernt hat, kommt er auf die Idee, dessen Lebensgeschichte aufzuschreiben. Dazu verlängert er seinen Aufenthalt bis zur Taufe des von Thienette gerade geborenen Sohnes, dessen Pate er wird. Als Grundlage seiner Biographie dienen ihm die Beobachtungen des Alltagslebens seines „Gevatters“ Fixlein, Gespräche mit der Familie und der Zettelkaste des Pfarrers. In der Akazienlaube des Schlossgartens schreibt er, z. T. gleichzeitig mit der Handlung, seinen Roman.
Heilung vom Aberglauben

Bei seinen Recherchen für seine Chronik hat Jean Paul auch die Hausbibel gefunden und auf dem weißen Buchbinderblatt das von der Mutter geheim gehaltene Geburtsjahr Fixleins 1762 entdeckt. Der Pfarrer wird demnach am Tauftag 32 Jahre alt und hat die von der „abergläubigen Phantasie“ festgesetzte Schwelle noch nicht, wie er bisher glaubte, überschritten. Der Erzähler fürchtet, dass Fixlein bei Bekanntwerden dieser Daten einen Schock erleiden könnte, und will sie ihm verschweigen. Deshalb trennt das Blatt aus der Bibel und legt es zu den Dokumenten in die Büchse, die am 16. Mai im neuen „Turmknopf“ der Kirche versiegelt aufbewahrt werden (12. Zk.). Doch seine Vorsichtsmaßnahme ist erfolglos, weil Fixlein nach der Taufe im Bleikästchen der alten Kuppel die Auflistung der damaligen Spender findet. U. a. hat sein Vater aus Dankbarkeit für die Geburt seines Sohnes sich an der Finanzierung der Kuppel beteiligt (14. Kap.). So erfährt er sein Geburtsdatum, erschrickt zutiefst über das Orakel, muss sich mit Fieber ins Bett legen, denkt an seinen Tod und wird immer schwächer.
Jean Paul sieht als Ursache der lebensgefährlichen Erkrankung die zur Hypochondrie gesteigerte starke „Einbildung“ Fixleins und entwickelt ein Einbildungs-Gegenmittel (Letztes Kapitel): Egidius Mutter suggeriert dem fiebrigen Kranken, er sei noch ein Kind und umgibt ihn mit seinen Spielsachen. In seiner Phantasie fühlt er sich in seine behütete Kindheit versetzt, die Krankheitssymptome nehmen ab und er kann wieder klar denken. Jetzt greift Jean Paul, unterstützt vom ehemaligen Vormund Steinberger, ein, wirft ihm seine „närrische Todesfurcht“ vor und appelliert erfolgreich an seine Vernunft.
Abschied

Jean Pauls Besuch in Hukelum endet mit einem Nachtessen mit der Pfarrersfamilie in der Akazienlaube und einem Lob der kleinen Freuden des bescheidenen Landlebens. Er verabschiedet sich von dem glücklichen Paar und verlässt Hukelum allein, „ohne Ziel durch Wälder, durch Täler und über Bäche und durch schlafende Dörfer, um die große Nacht zu genießen wie einen Tag.“ (Letztes Kp.)

## Mußteil und Jus de tablette
Jean Pauls Buch besteht ungefähr zur Hälfte aus verschiedenen dem Roman voran- und nachgestellten Schriften, von der sentimental-empfindsamen Dichtung über die philosophische Abhandlung bis hin zur humoristisch-satirischen Erzählung, die mit den in der Hauptschrift behandelten Themen in unterschiedlicher Weise vernetzt sind.

### Vorreden
- Billett an meine Freunde anstatt der Vorrede mit einem Überblick über die drei Teile des Buches (29. Juni 1795)
- Geschichte meiner Vorrede zur zweiten Auflage des Quintus Fixlein (22. August 1796), die der Erzähler auf einer Fußreise von Hof nach Baireuth verfasst, wo er u. a. seinem Poetiktheorie-Opponenten, dem Kunstrat Fraischdörfer aus Haarhaar[A 1], und Pauline[A 2] begegnet.

Die Vorreden sind teilweise mit Fixleins Geschichte verknüpft. Zum Beispiel wird das Motiv der giftigen Riesenschlange als Symbol für den bevorstehenden Tod in der kleinen metaphernreichen Traum-Dichtung „Die Mondfinsternis“ am Anfang des 14. Zettelkastens wieder aufgenommen. Andererseits verweisen die kleinen Texte aufeinander: So kann „Die Mondfinsternis“ als eine Demonstration der Jean Paulschen Poetik gegenüber Fraischdörfer angesehen werden. Das Thema der Zerstörung der Jungfräulichkeit und der weiblichen Eigenständigkeit verbindet „Mondfinsternis“ mit der Moritat der unter die Räder geratenen Braut und mit Paulines Verlobung.

### Mußteil für Mädchen
1. Der Tod eines Engels

2. Der Mond, eine phantastische Geschichte

Beide Traum-Dichtungen zeigen schaurige und idyllische Züge. 1. Der Todesengel lernt die irdische Liebe und irdisches Leid um die Geliebte kennen. 2. Eugenius und Rosamunde sind zwei dem Himmel entfallene Seelen. Rosamunde wird von Schmerz durchbohrt, als ihr zweijähriger kranker Sohn stirbt. Eugenius repräsentiert die Phantasie. Er strebt zum Himmel, Rosamunde kann nicht folgen. Er blickt vom Mond auf die Erde. Beide träumen von einer Vereinigung ihrer Seelen im Mond-Paradies. Der Engel der Ruhe und des Friedens holt Rosamunde ab.

### Einige Jus de tablette für Mannspersonen
1. Über die natürliche Magie der Einbildungskraft.

Die Betrachtung über die Kraft der Phantasie und ihre Rolle in der Dichtung formuliert Jean Pauls anti-naturalistisches Programm: „Die Natur zwar selber als Sinnengegenstand ist nicht erhaben, d. h. unendlich […] Gleichwohl sind Meer, der Himmel, der Abgrund erhaben, aber nicht durch die Gabe der Sinne, sondern der Phantasie, die sich an die optischen Grenzen, an jene scheinbare Grenzenlosigkeit hinstellet, um in eine wahre hinüberzuschauen“ bzw. „Die Teile müssen wirklich, aber das Ganze idealistisch sein.“
2. Des Amts-Vogts Josuah Freudel Klaglibell gegen seinen verfluchten Dämon
 
Der Amtsvogt Freudel erzählt, wie er in seinem Leben durch den Dämon des Zufalls immer wieder in groteske Situationen geriet, z. B. bei seiner Gastpredigt in seinem Geburtsdorf, als Leichenmarschall beim Begräbnis des Bürgermeisters, an seinem Hochzeitstag oder bei der Organisation der Taufe seines Sohnes. Freudels Klage hat Fixlein in seiner Sakristei gefunden und dem Erzähler Jean Paul überlassen.
3. Es gibt weder eine eigennützige Liebe noch eine Selbstliebe, sondern nur eigennützige Handlungen

Nach Jean Paul entbrennt die Liebe nur gegen Liebe und so sind ihre verschiedenen Erscheinungsformen alle Ausdruck einer allgemeinen Menschenliebe, vergleichbar mit dem magnetischen und elektrischen Universalgeist, die nur von der Liebe zu Gott übertroffen wird.
4. Des Rektor Florian Fälbels und seiner Primaner Reise nach dem Fichtelberg

In der Satire reist der pedantische und, wie die meisten seiner Kollegen, obrigkeitshörige Gymnasiallehrer mit zwölf Schülern, sechs Hunden und seiner Tochter Kordula als Köchin auf einer Kutsche durchs Vogtland zum Fichtelgebirge, um die Landschaft und ihre Menschen zu beschreiben. Nach seinem pädagogisches Konzept nimmt er an jedem Tag seiner Reise über Töpen, Zedwitz, Hof, Schwarzenbach, Kirchenlamitz, Marktleuthen nach Thiersheim eine andere Wissenschaft durch: z. B. natürliche Theologie und Vergnügen an der Natur, die Einübung gesellschaftlicher Formen wie Verbeugungen und vornehmes Lächeln. Kartenkunde, Feldvermessung und landeskundliche Statistiken über die Wagenräder und Dreschflegel, die Kriminalität, die Mundart usw. Auch versucht er die Wissenschaften mit dem alltäglichen Leben zu verbinden wie beim Billard neu-griechisch zu zählen und auf Lateinisch zu fluchen und zu schwören. Kurz vor seiner Ankunft am Fichtelberg erfährt er, dass der Konrektor Johann Theodor Benjamin Helfrecht aus Hof dieses Gebiet bereits in einer Schrift dokumentiert hat. Also bricht Fälbel, auch wegen der in vielen Regentagen geleerten Kasse, die Reise ab und kehrt mit seinen Schülern zurück.
 5. Postskript 

Jean Paul bedauert, dass man eine Satire mit „S“ kennzeichnen müsse, weil das Publikum „alles in der Welt eher versteht (sogar seinen Kant) als Spaß“.

## Zitat
- Die nötigste Predigt, die man unserm Jahrhundert halten kann, ist die, zu Hause zu bleiben.[6]

## Rezeption
In der Literaturkritik wird einmal die Einordnung des Fixlein-Romans in das Werk Jean Pauls erörtert: Die Position zwischen Idylle und Satire bzw. zwischen Rückzug ins ländliche Privatleben und Gesellschaftskritik. Zum anderen ist die Erzählweise des Schriftstellers Gegenstand der Analysen.

### Themen
Jean Pauls „Textuniversum“

Den Fixlein-Roman umrahmend, versammelt das Buch in zwei Textgruppen eine Anzahl von Schriften, die sich von der sentimental-empfindsamen Dichtung über die philosophische Abhandlung bis hin zur humoristisch-satirischen Erzählung erstrecken. Nicht nur hinsichtlich dieser Gattungsvielfalt fungiere der „Quintus Fixlein“ hierbei als „Mikrokosmos, in dem sich das Jean Paul’sche Textuniversum widerspiegelt“, so weise jeder der Einzeltexte eine eigene Entstehungsgeschichte auf, sei als Baustein des „Quintus Fixlein“ aber auch in die „textgenetischen Prozesse des Gesamtgebildes eingebunden.“
Rückzug in die Idylle

Der Fixlein-Roman war als „Gegenstück zum schwärmerisch-idealischen“ „Hesperus“ konzipiert. „Indem Jean Paul, der Parteigänger der Revolution, [im Fixlein] den Rückzug der deutschen Geister in die Pfarrhaus- und Provinzidylle ironisch preist und parodiert, verspottet er den behäbigen Duodez-Epikureismus des politisch entmündigten Winkelgelehrtentums.“ Andererseits kritisiere er wie im Hesperus „die Willkür des deutschen Kleinstaatenabsolutismus“, wenn der Theologe seine Quintus-Stelle der Beziehung der Rittmeisterin und seine Berufung zum Pfarrer nur einer Namensverwechslung mit dem vom Landesherren favorisierten Hans Füchslein verdankt.
Das die „humoristische Klassik“ repräsentierende Werk habe das Satirische z. B. gegenüber der Idylle „Schulmeisterlein Wutz“ auf einzelne Stilelemente beschränkt: „Übersprudelnd in seiner Witzmetaphorik und Sprachkomik“, mischen sich Kommentare, gesellschaftliche und ästhetische Betrachtungen, lexikonartige Einschübe in das „im übrigen durchaus empfindsam-phantastisch gestimmte Ganze“. In der dem Roman nachgestellten Schrift „Über die natürliche Magie der Einbildungskraft“ werde „nachträglich eine gewisse Verklärung des Idyllischen in dieser Idylle vorgenommen“.
Kommerell resümiert, die Beschränktheit gegenüber der ersten Idylle sei „nicht so bis zum Märchen getrieben“ und könne mit den „geschilderten Seelenerhebungen und auch mit der hier geringeren Seelenbespiegelung und –belächelung eher ins Reine gedacht werden“. So stelle der Tod für Fixlein „eine ernstere Bedrohung seines idyllischen Friedens dar als für Wutz“. Auch die „Ineinanderverschlingung von Festes- und Todesmotiven“ unterstreiche den „Einbruch der idealischen Phantasiewelt Jean Pauls in das lächerlich-prosaische Winkelglück Fixleins“.
Abschweifungen

Auch Bewunderer des Dichters wie Oskar Loerke bemängelten die „schnurrig wesenlose[n] Hinterweltsraritäten“ der „durcheinandergeschüttelte[n] Lexika und ganze[r] Bibliotheken“. Jean Paul rechtfertigt in seinen Vorreden gegenüber den „Kunstrichtern“ seinen wuchernden Schreibstil mit der Einbeziehung vielfältigen Textmaterials oder er spottet in „Entschuldigungen“ über seine Kritiker, z. B. im Vorspann zu „Zwanzig Enklaven zu den vorstehenden zwanzig Kapiteln“.

Höllerer erklärt dazu, die „Abschweifungen im Text“ gehörten zum „Erzählstil des […] Fortschreitens im Abirren.“ Es werde dargetan, „dass die Welt mehr und anders ist als ein überschaubarer Handlungsstrang, aus Kausalitäten geflochten und übersichtlich vorzeigbar“. Auf Handlung werde nicht verzichtet, aber sie bleibe ein Behelf für den Erzähler, „um die Figuren und Gangarten der von ihm eingesehenen und geahnten Welt darzulegen“. Der Erzähler unterbreche die Handlung, durchsetze sie, verästele sie, breite sie aus, verkürze sie abrupt, spiele mit ihr: „Jean Paul löst die Erzähl-Materie auf, um sie in Bewegung zu bringen.“ Vorgeschobene Unterhaltungen des Erzählers mit wichtigen Personen würden „Abzweigungen zur Digression“ markieren. Diese Markierung sei weder ein ernsthaftes Kompositionsmittel noch ein Zufalls-Spiel. Sie zeige „das Weltpalaver, das Hier- und Dort-Reden“ und stehe also „im Gesamtthema des ›Fixlein‹ wie des endlosen Schreibflusses Jean Pauls“. Sie apostrophiere „auf liebenswürdige Art die ›Irrenanstalt der Erde‹ […]“. Mit dieser zufällig wirkenden Materialsammlung erzählte Jean Paul seine Geschichten: „die Fahrt des Erzähler-Ich durch diese seltsame und nie zu Ende entdeckte Welt. […] Zu diesem Unternehmen waren alle Hilfstruppen nötig, von denen dem Erzähler „täglich ganze Karren mit Aktenstücken, Urkunden, Attestaten usw. vor die Tür geschoben“ wurden.“ Nach Höllerer ist Jean Paul in dieser Beziehung ein Vorläufer von  Paul Valerys, „Monsieur Teste“ und James Joyce „Stephen Hero“.

### Meinungsspiegel
18. und 19. Jh.
Ein Anonymus bemängelt 1796 das Haschen nach „poetischen Floskeln“, den übermäßigen Gebrauch „schwülstiger Ausdrücke“ und das Jagen nach „unerträglichen Vergleichungen“. Johann Caspar Friedrich Manso hingegen lobt 1798 die „einfache und doch zugleich reine Dichtung“ und Heinrich Julius Ludwig von Rohr nennt diese 1801 „spaßhaft kleinstädtisch“. Meißner erkennt 1817 den Humor als tragendes Textelement. Arnold Ruge und Theodor Echtermeyer heben 1839 Jean Pauls Verfahren im Streben nach der Idee hervor: die Flucht vor der Endlichkeit. Friedrich Theodor Vischer schreibt 1868, der Autor habe im Wutz und im Quintus Fixlein die „schönsten und reinsten Stimmungen“ evoziert. Hermann Hettner übertrifft 1870 dieses große Lob bei weitem. Er schwärmt vom „zarten lyrischen Hauch“, der über den „engen Begebenheiten“ läge. Dieses „herrliche Idyllion“, voll von „komischer Schalkheit“, sei „unbedingt die herrlichste Dichtung Jean Pauls“. Hettner geht mit Vischer in Sachen Stimmungen konform. Jean Paul sei nicht auf Handlung aus, sondern eben auf die Darstellung von Stimmungen, die den Leser rührten oder lächeln machten. Der Autor erreiche das „durch die stille Zwiesprache ihrer inneren Idealität mit der harten Außenwelt“. Hettner attestiert dem Autor des Quintus Fixlein weltliterarischen Rang.
20. Jahrhundert
- Hugo von Hofmannsthal[22] räumt 1913 zwar ein, der Text sei nicht leicht lesbar, doch „die Ferne“ sei „bezwungen“ und „das Nahe... mit einer unbegreiflichen Kraft seelenhaft aufgelöst und vergöttlicht“.
- Rudolf Augstein[23] bewundert 1974  den „herrlichen Phantasten“ Jean Paul.
- Hinter dem „schwermütig-heiteren“ Erzählton, begleitet von „Liebe, Mitleid und Besserwissen“, scheint die „Resignation“ durch[24].
- Schulz weist anhand der Geschichte vom Rektor Fälbel nach, Jean Paul war seit 1781 Republikaner[25].
- In der Idylle wird die „bürgerliche Enge“ thematisiert[26].
- Ueding geht auf das Wechselspiel von Ethos (Charakter) und Pathos (Leidenschaft) in der Erzählung ein[27].
- Brigitte Langer hat 2002 über den Quintus Fixlein promoviert. Die Erörterung bringt Ausführliches „Zum Leben des Quintus Fixlein“ als „Ereigniserzählung“. Zudem werden schwer verständliche Manuskriptteile, wie zum Beispiel die oben aufgeführten Vor- und Nachreden, einer tieferen, teilweise auch philosophisch untermauerten Analyse unterzogen. Die wiederkehrende Frage in Jean Pauls 'Buch' sei die „nach der Bestimmung des Menschen zur Ganzheit“[28].